# Augeneria polytentaculata
Augeneria polytentaculata är en ringmaskart som beskrevs av Imajima och Masanobu Higuchi 1975. Augeneria polytentaculata ingår i släktet Augeneria och familjen Lumbrineridae. Inga underarter finns listade i Catalogue of Life.